# Universitat de Roskilde
La Universitat de Roskilde (RUC) és una universitat pública danesa fundada el 1972 i situada al barri de Trekroner a la part oriental de Roskilde. La institució concedeix títols de grau, màsters i doctorats en una gran varietat d'àmbits dins dels camps de les ciències socials, les humanitats i les ciències naturals.

## Història
La universitat es va fundar l'any 1972 i inicialment estava pensada com una alternativa a les universitats clàssiques daneses que havien estat escenari de diverses revoltes estudiantils a finals de la dècada del 1960. Els estudiants consideraven les universitats tradicionals antidemocràtiques i controlades pels professors i volien més influència i mètodes docents més innovadors.
A la dècada del 1970 la universitat era coneguda per la seva educació liberal en contraposició als cursos habituals impartits a les universitats de Copenhaguen i Aarhus. L'any 1972, aquestes idees educatives eren poc ortodoxes i controvertides, però les universitats tradicionals de Dinamarca han anat adoptant gran part dels procediments originals de la RUC, sobretot el concepte de treball per projectes en grup, que avui és un mètode acadèmic reconegut. Al remat, la RUC va portar a Dinamarca els conceptes anglosaxons d'interdisciplinarietat i límits més flexibles entre camps acadèmics.
La Universitat de Roskilde es regeix per un consell format per 9 membres: 5 membres reclutats fora de la universitat formen la majoria de la junta, 1 membre és designat pel personal científic, 1 membre és nomenat pel personal administratiu i 2 membres són designats pel estudiants universitaris. El rector és nomenat pel consell de la universitat. El rector al seu torn nomena els degans i els degans nomenen els caps de departament.